# Congresso Olimpico

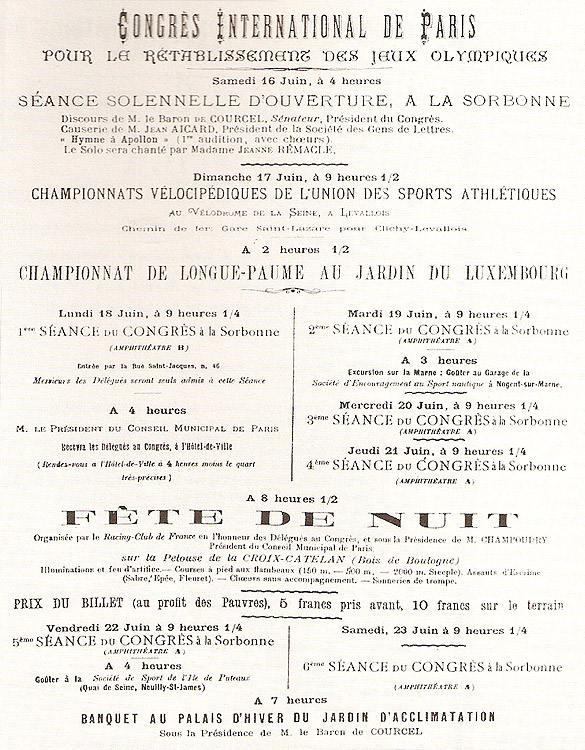
Programma del I Congresso Olimpico del 1894.

Il Congresso Olimpico è un incontro consultivo organizzato dal Comitato Olimpico Internazionale, a cui partecipano i comitati olimpici nazionali, le federazioni sportive riconosciute dal massimo organo sportivo e i membri del CIO, oltre ad alcuni rappresentanti dei vari sport.
Nel corso degli anni vi sono stati tredici Congressi Olimpici, convocati dal Presidente del Comitato Olimpico Internazionale ad intervalli non regolari, con lo scopo di discutere e sviluppare il movimento olimpico e sportivo mondiale. Ai congressi olimpici si affiancano le Sessioni del Comitato Olimpico Internazionale, che si tengono a frequenza più regolare e ratificano se necessario le raccomandazioni dei Congressi, che appunto hanno ruolo esclusivamente consultivo.
Il primo incontro di questo genere si tenne nel 1894 su iniziativa di Pierre de Coubertin e dell'Union des sociétés françaises de sports athlétiques, con l'obiettivo di ripristinare i Giochi olimpici, durante il quale venne istituito il CIO e vennero stabiliti alcuni principi di massima del movimento olimpico. Dal 1894 al 1930 sono stati organizzati otto Congressi Olimpici, che trattarono varie questioni relative alla struttura e agli ideali olimpici; dopo questo periodo, ci fu poi un'interruzione di oltre quarant'anni fino a quando il X Congresso Olimpico si tenne a Varna, in Bulgaria, nel 1973.

## Lista dei Congressi Olimpici
| Edizione | Anno | Città       | Nazione        | Tema |
| -------- | ---- | ----------- | -------------- | --- |
| I        | 1894 | Parigi      | Francia        | Rinascita dei Giochi olimpici, studio e principi del dilettantismo |
| II       | 1897 | Le Havre    | Francia        | Igiene sportiva e pedagogia |
| III      | 1905 | Bruxelles   | Belgio         | Questioni di sport ed educazione fisica |
| IV       | 1906 | Parigi      | Francia        | Integrazione delle belle arti nei Giochi Olimpici e nella vita di tutti i giorni |
| V        | 1913 | Losanna     | Svizzera       | Psicologia e fisiologia dello sport |
| VI       | 1914 | Parigi      | Francia        | Unificazione dei regolamenti olimpici e delle condizioni di partecipazione |
| VII      | 1921 | Losanna     | Svizzera       | Modifica del programma olimpico e condizioni di partecipazione |
| VIII     | 1925 | Praga       | Cecoslovacchia | Pedagogia sportiva, regolamento olimpico |
| IX       | 1930 | Berlino     | Germania       | Modifica dei regolamenti olimpici |
| X        | 1973 | Varna       | Bulgaria       | Sport per un mondo di pace Ridefinizione del Movimento Olimpico e del suo futuro, Rapporti tra CIO, Federazioni Internazionali e Comitati Olimpici Nazionali, Progetti per i Giochi Olimpici futuri   |
| XI       | 1981 | Baden-Baden | Germania Ovest | Uniti da e per lo sport Il futuro dei Giochi Olimpici, la cooperazione internazionale, il futuro del Movimento Olimpico                                                                               |
| XII      | 1994 | Parigi      | Francia        | Congresso Olimpico del Centenario, Congresso dell'unità Il contributo del Movimento Olimpico alla società moderna, l'atleta contemporaneo, lo sport nel suo contesto sociale, lo sport e i mass media |
| XIII     | 2009 | Copenaghen  | Danimarca      | Il ruolo del Movimento Olimpico nella società Gli atleti, i Giochi Olimpici, la struttura del Movimento Olimpico, Olimpismo e gioventù, la rivoluzione digitale                                       |